# Amandla Stenberg
Amandla Stenberg (Los Angeles, Califòrnia, 23 d'octubre de 1998) és una actriu estatunidenca. Se la coneix principalment pels seus papers de jove Cataleya a Colombiana i de Rue a Els jocs de la fam.
És filla de Karen Brailsford i Tom Stenberg. La seva mare és afroamericana, el seu pare és danès, i la seva àvia paterna tenia ancestres Inuit Greenlandesos stry. El seu nom significa «poder o força» en Zulu i Xhosa.
A l'edat de quatre anys va començar a fer de model per a Disney. Ha aparegut en anuncis per clients com Boeing. L'any 2011 va aparèixer en la seva primera pel·lícula, Colombiana, fent el paper de la Zoe Saldana de més jove. Va obtenir el salt a la fama quan l'any 2012 va representar el paper de Rue a la pel·lícula Els jocs de la fam. Va doblar a Bia a la pel·lícula d'animació Rio 2. Va tenir un paper recurrent a la primera temporada de la sèries Sleepy Hollow. L'estiu de 2015 va obtenir un personatge fix a la sèrie Mr. Robinson.
L'any 2013 va començar a tocar el violí i cantar cançons a locals de Los Angeles amb el compositor i cantant Zander Hawley. El duo de folk-rock, amb el nom Honeywater, van publicar el seu primer llarga durada l'agost de 2015.
La publicació britànica Dazed va denominar-la com «una de les veus més incendiàries de la seva generació» quan va destacar-la a la portada de la seva revista de tardor de 2015. L'actriu convertida a activista social va ajudar a catapultar el tema de l'apropiació cultural al debat públic quan va publicar al seu Tumblr el vídeo que va fer com a projecte escolar, «Don't Cash Crop My Cornrows» l'any 2014.
Està implicada amb l'organització No Kid Hungry (Cap criatura amb gana), una organització que treballa per acabar amb la fam infantil als Estats Units. Va expressar els seus sentiments quant a la fam dient: «El menjar és una necessitat humana bàsica i tinc clar que li podem proporcionar a cada criatura d'aquest país» També dona suport a Ubuntu, la qual dona suport als nens «del bressol fins a la carrera» a Port Elisabeth, Sud-àfrica.
S'ha declarat obertament com a bisexual.

## Pel·lícules
| Any  | Títol                                          | Funció        | Notes |
| ---- | ---------------------------------------------- | ------------- | --- |
| 2011 | Colombiana                                     | Jove Cataleya | |
| 2012 | A Taste of Romance                             | Taylor        | |
| 2012 | Els jocs de la fam                             | Rue           | Guanyat – Teen Choice Award for Choice Chemistry (compartit amb la Jennifer Lawrence) Nominada – Black Reel Award for Best Breakthrough Performance Nominada – NAACP Image Award for Outstanding Supporting Actress in a Motion Picture |
| 2012 | The World is Watching: Making the Hunger Games | Ella          | Documental |
| 2013 | Els jocs de la fam: Catching Fire              | Rue           | Imatges d'arxiu |
| 2014 | Rio 2                                          | Bia           | Veu |
| 2015 | As you are                                     | Sarah         | |

## Televisió
| Any       | Títol              | Funció       | Notes      |
| --------- | ------------------ | ------------ | ---------- |
| 2012      | A Taste of Romance | Taylor       | Desconegut |
| 2013–2014 | Sleepy Hollow      | Macey Irving | 4 episodis |
| 2015      | Mr. Robinson       | Halle Foster | 6 episodis |